# 千賀健永
千賀 健永（せんが けんと、1991年〈平成3年〉3月23日 - ）は、日本のアイドル、俳優。男性アイドルグループKis-My-Ft2およびその派生グループ舞祭組のメンバー。愛称は、千ちゃん。
愛知県名古屋市出身。STARTO ENTERTAINMENT所属。

## 来歴
名古屋市立白鳥小学校、名古屋市立宮中学校卒業。
小学5年生の11歳の時、母親の友達が櫻井翔と知り合いだったことが縁で嵐のコンサートを観に行き、「これだ！」と感じ、親に頼んで履歴書を送る。オーディションを経て2003年4月13日に12歳でジャニーズ事務所に入所。その後、ジャニーズJr.内ユニット・A.B.C.Jr.やKis-My-Ft2のメンバーとなる。
2007年冬に『ザ少年倶楽部』内で結成された舞闘冠のメンバーにも選ばれた。
2011年8月10日、Kis-My-Ft2として、「Everybody Go」でCDデビュー。
2013年12月13日、キスマイBUSAIKU!?という番組内で中居正広のプロデュースにより二階堂高嗣、宮田俊哉、横尾渉で舞祭組を結成。
2014年1月18日公開の角川映画『バイロケーション』で映画に初出演し、御手洗巧役で一人二役を演じた。
2023年5月19日から初の個展『FiNGAiSM』を開催し、110点以上におよぶ作品を展示する。なお、この時に開設したInstagramのアカウントは、同年10月5日から個人アカウントに変更した。12月1日からは台湾・台北市の華山1914文化創意産業園区西一館で個展「FiNGAiSM in 台北」を開催し、7か月で世界進出を果たした。国外での個展開催は、2015年に嵐の大野智が開催して以来、SMILE-UP.（旧ジャニーズ事務所）では2人目となる。
2025年3月3日、美容に特化したソロYouTubeチャンネル「千賀健永 / kento senga」を開設。

## 人物
「他のコとちがうことをやりなさい」と両親からよく言われ、幼稚園児の時から様々なダンススクールに通い、昇格テストに合格するために1日6時間練習していた。半分強制のような部分もあったが、小学3年生でマイケル・ジャクソンのダンスを教えてくれる先生に出会ったことでダンスが好きになり、小学5年生の時にダンスの全国大会に出場し、マイケルを踊って最年少で入賞。その時のビデオと履歴書をジャニーズ事務所に送り、オーディションを経て入所した経緯がある。

ブレイキン、ロック、ヒップホップ、ジャズ、バレエなど様々なジャンルのダンスを踊れるが、そのダンススキルを生かし、振り付けも手掛けている。目指しているのは“きれいに見せて余裕で踊ってカッコいい”振付。
振付だけでなく衣装にもこだわりがあり、自らのものだけでなくTravis Japanら後輩の衣装を手掛けることもある。
『プレバト!!』の特待生・名人査定において、横尾の段を目指して「宵宮の慈雨は屋台の人波へ」と言う季重なりの句に挑戦した結果、2ランクアップで名人2段から4段へと昇格を果たした。2022年9月22日『プレバト!!』において「47都道府県 ふるさと戦」福島編で、千賀の詠んだ「ラジオからソウル会津は初紅葉」が唯一地元出身者の梅沢富美男をおさえ、1位を獲得し、福島のポスターに掲載されることになった。
美容にこだわりがあり、複数の化粧水を使い分け、日々のケアを怠らない。1か月の美容代は15〜20万円ほど。美容関連の仕事をしていた母親からのアドバイスをきっかけに小学3年生からスキンケアを行うようになり、スキンケア以外にヒアルロン酸注射やボトックス注射もしている。雑誌『VOCE』では、以前バラエティ番組で“コスメ選びはエビデンス命”ということを千賀が明かした時に生まれた「エビデンスおばけ千賀くん」という言葉が「VOCE美容流行語大賞」で2回連続1位となったため、2023年上半期には殿堂入りとなった。 2024年には自身が商品開発から参加し、初プロデュースしたプレミアムフェイスパック「KENTO SENGA PREMIUM FACE PACK」を発売した。
Snow Manの渡辺翔太とは昔から仲が良く、実家に遊びに来たり、一緒にサウナに行ったりする。安井謙太郎も千賀を慕っており、渡辺らと共に「千賀軍団」としてよく集まっていることを明かしている。Mattとは、以前からビューティ友達であり親交が深い。その他、岩田剛典や中島颯太、鈴木伸之らLDHメンバーとも交流がある。菊地亜美や本郷奏多は高校の同級生。
左利きだが、食事をする際は右利き。
弟がいる。母親と2人で上京したため、名古屋市に残した父親と弟とは一時別々に暮らしていたが、CDデビューして2年目には恵比寿に家族で住む家を買い、父親と弟を呼び寄せた。しかしファンにばれてしまったため、その家からは結局引っ越したことを明かしている。

## 作品
| 曲名                   | 作詞                | 作曲                                                            | JASRAC 作品コード | 名義                                            | 収録 | 備考                                                      |
| ソロ曲                 | ソロ曲              | ソロ曲                                                          | ソロ曲            | ソロ曲                                          | ソロ曲 | ソロ曲                                                    |
| ---------------------- | ------------------- | --------------------------------------------------------------- | ----------------- | ----------------------------------------------- | --- | --------------------------------------------------------- |
| Get Ready              | Komei Kobayashi     | Fredrik "Figge" Bostrom MiNE Atsushi Shimada                    | 5A1-2008-9        | Kis-My-Ft2 千賀健永                             | アルバム『I SCREAM』〈完全生産限定 4cups盤〉 - 千賀ソロ | MVの衣装を自身が手掛けている。 YouTubeでLive Video公開。  |
| BOMB                   | KENTO.S             | Tommy Clin MiNE Atsushi Shimada                                 | 1F0-2503-2        | 千賀健永 『DREAM BOYS JET』 『DREAM BOYS 2014』 | DVD『DREAM BOYS』〈初回生産限定盤〉特典CD - 千賀ソロ |                                                           |
| I miss your smile      | 川畑要（CHEMISTRY） | Kyler Niko Kanata Okajima Soma Genda                            | 1N0-1689-7        | Kis-My-Ft2 千賀健永                             | アルバム『FREE HUGS!』〈通常盤〉 - 千賀ソロ |                                                           |
| Exit                   | 白井裕紀            | 太田雅友                                                        | 136-1217-4        | 千賀健永                                        | アルバム『BEST of Kis-My-Ft2』〈初回盤B〉 - 千賀ソロ |                                                           |
| Buzz                   | 千賀健永            | 千賀健永                                                        | 263-2489-0        | 千賀健永                                        | ライブDVD/Blu-ray『LIVE TOUR 2021 HOME』〈通常盤〉特典CD『Kis-My-Ft2 10th Anniversary Extra CD』- 千賀ソロ シングル『Fear/SO BLUE』〈初回盤A〉 - 千賀ソロ（PV） | 作詞作曲、MV、振付、キャスティングまで全てを手掛ける。    |
| Fragrance              | Komei Kobayashi     | MEYERS WARREN DAVID STODART SCOTT RUSSELL THOMSON MARK ANGELICO | 1M3-2255-2        | 千賀健永 『DREAM BOYS』                         | ライブDVD/Blu-ray『LIVE TOUR 2021 HOME』〈通常盤〉特典CD『Kis-My-Ft2 10th Anniversary Extra CD』- 千賀ソロ                                                      | 舞台『DREAM BOYS』2018年版と2019年版では振付を担当。      |
| PURE LOVE              | 浅利進吾            | 浅利進吾                                                        | 501-3148-6        | 千賀健永 Kis-My-Ft2                             | アルバム『MUSIC COLOSSEUM』〈初回生産限定盤B〉付属DVD - 千賀ソロ                                                                                                |                                                           |
| ユニット曲・その他の曲 |                     |                                                                 |                   |                                                 | |                                                           |
| Catch & Go!!           | ENA☆                | CHOKKAKU SYB IGGY                                               | 1D3-1627-7        | Kis-My-Ft2                                      | アルバム『Kis-My-1st』 - 横尾渉&宮田俊哉&二階堂高嗣&千賀健永 |                                                           |
| Sing for you           | 上田起士 Hiroya.T   | Dr Hardcastle youwhich DAICHI                                   | 1D0-9340-5        | Kis-My-Ft2                                      | アルバム『Kis-My-1st』 - 玉森裕太&宮田俊哉&千賀健永 |                                                           |
| Forza!                 | HIKARI              | HIKARI Stephan Elfgren                                          | 1E3-3564-0        | Kis-My-Ft2                                      | アルバム『Goodいくぜ!』 - 玉森裕太 with 横尾渉&宮田俊哉&二階堂高嗣&千賀健永                                                                                     |                                                           |
| Chance Chance Baybee   | Takuya Harada       | Takuya Harada Samuel Wearmo                                     | 1E3-3738-3        | Kis-My-Ft2                                      | アルバム『Goodいくぜ!』 - 横尾渉&宮田俊哉&二階堂高嗣&千賀健永                                                                                                   |                                                           |
| Double Up              | Komei Kobayashi     | Kei Kwangwook Lim Ryan Kim CR Chase                             | 1H6-4666-2        | 二階堂高嗣 千賀健永 Kis-My-Ft2                  | アルバム『KIS-MY-WORLD』 - 二階堂高嗣&千賀健永 |                                                           |
| 70億分の2              | SHIKATA             | SHIKATA KAY                                                     | 221-1606-1        | Kis-My-Ft2 二階堂高嗣 千賀健永                  | シングル『Sha la la☆Summer Time』〈初回生産限定盤B〉 - 二階堂高嗣&千賀健永                                                                                      |                                                           |
| ConneXion              | TAISUKE FUJIGAYA    | KANATA OKAJIMA SOMA GENDA                                       | 238-5424-3        | 藤ヶ谷太輔&千賀健永&横尾渉 Kis-My-Ft2           | シングル『LOVE』〈通常盤〉 - 藤ヶ谷太輔&千賀健永&横尾渉 | 『キスマイどきどきーん!』のドラマ企画として映像化された。 |
| 王国の蝶               | 夏井いつき 横尾嘉信 | baku                                                            | 252-7551-8        | 横尾渉&千賀健永/Kis-My-Ft2 Kis-My-Ft2           | アルバム『To-y2』〈通常盤〉 - 横尾渉&千賀健永 |                                                           |

## 振付
Kis-My-Ft2

| - SHE! HER! HER! - I Scream Night - サクラヒラリ - Shake It Up | - ETERNAL MIND - Tonight - COUNT 7EVEN - Girl is mine | - Break The Chains - Rebirth Stage - ともに |

| Kis-My-Ft2ユニット曲 - ConneXion 千賀健永 - Buzz | 舞台『DREAM BOYS』 - Fragrance Travis Japan - Lock Lock - Take it! Make it! - Love Tag | IMPACTors - COOL DON'T LIE |

## 出演
グループでの活動についてはA.B.C.Jr.、Kis-My-Ft2#出演、舞祭組#出演を参照
※主演作品は太字表記

### テレビドラマ
- 東野圭吾ミステリーズ 第7話「白い凶器」（2012年8月23日、フジテレビ） - 中町伸治 役[56]
- 心療中-in the Room-（2013年1月12日 - 3月30日、日本テレビ） - 北原蓮 役[57]
- 信長のシェフ2 第7話（2014年8月28日、テレビ朝日） - 阿閉貞大 役[58]
- 平成舞祭組男（2014年10月18日 - 2015年1月4日、日本テレビ） - グループ主演・千賀健永 役[注 1]
- 赤と黒のゲキジョー「浅見光彦シリーズ51 中央構造帯」（2014年12月5日、フジテレビ） - 須藤刑事 役[59]
- ○○な人の末路（2018年4月24日〔23日深夜〕 - 6月26日〔25日深夜〕、日本テレビ） - グループ主演・和田竹雪 役[注 1]
- ミラー・ツインズ Season2 第1話（2019年6月8日、WOWOW） - クラブの店長 役[60]
- 探偵☆星鴨 第6話（2021年5月30日〔6月1日深夜〕、日本テレビ） - 四方田樹 役[61]
- 夫婦円満レシピ〜交換しない?一晩だけ〜（2022年10月6日 - 12月22日、テレビ東京） - 仁科浩介 役[62]
- 婚活1000本ノック 第5話・第6話 （2024年2月14日・21日、フジテレビ） - ヤギオ / 石川智也 役[63][64]
- 愛人転生 -サレ妻は死んだ後に復讐する-（2024年9月6日 - 10月25日、毎日放送） - 主演・真山悠太 役 (香音とダブル主演) [65]
- 彼女がそれも愛と呼ぶなら（2025年4月3日 - 6月6日、読売テレビ・日本テレビ） - 空久保亜夫 役[66]
- レプリカ 元妻の復讐（2025年7月7日 - 、テレビ東京） - 桐谷ミライ 役[67]

### Webドラマ
- ConneXion（2021年7月2日 - 8月6日、dTV） - 主演 (横尾渉・藤ヶ谷太輔とトリプル主演) [44][52][68]

### 映画
- バイロケーション 表 / 裏（2014年1月18日・2月1日、角川映画）- 御手洗巧 役[14]

### 情報番組
- スイッチ!（2016年1月12日 - 、東海テレビ） - 火曜コメンテーター（隔週）[69][70]
- ぐ〜たくさん（2024年10月6日 - 、中京テレビ） - 週替わりサブMC[71]

### バラエティ番組
- 解体キングダム（2023年4月5日 - 、NHK総合）[72]

### CM・広告
- YC・Primarily「ラブクロム」（2022年3月23日 - ）[73]
- エスモードアート「BEGSKIN SCIENCE」（2024年2月 - ） - イメージキャラクター[31]
- 没入型展覧会『クリムト・アライブ』（2025年7月18日 - 10月5日予定） - アンバサダー[74]

### 舞台
- 滝沢歌舞伎（2011年、日生劇場）
- DREAM BOYS（2012年、帝国劇場）[75]
- DREAM BOYS JET（2013年、帝国劇場）[76][77]
- DREAM BOYS（2014年、帝国劇場）[78][79]
- DREAM BOYS（2015年、帝国劇場）
- DREAM BOYS（2016年、帝国劇場）
- DREAM BOYS（2018年、帝国劇場）[80]
- もしも塾（2019年4月5日・7日、東京グローブ座[81] / 5月25日 - 26日、萩市民館 大ホール）[82]

### イベント
- FiNGAiSM（2023年5月19日 - 6月4日、表参道ヒルズ スペース オー）[83]
- FiNGAiSM in 台北（2023年12月1日 - 10日、華山 1914文化創意産業園区 西一館）[18][84]
- FiNGAiSM IN HARAJUKU（2024年7月27日 - 8月25日、JPS GALLERY（TOKYO））[85]
- FiNGAiSM IN NAGOYA（2024年9月7日 - 10月13日、Blackbird Gallery）[86]
- JPS galleryグループ展（2024年10月5日 - 23日、韓国・仁川パラダイスシティ）-「FiNGAiSM」で参加[87]
- FiNGAiSM in Shibuya（2025年3月23日 - 4月12日、渋谷・神宮前 Creative Space Akademeia21 Harajuku）[88]